# Baby’s Morningtime
| Оценки критиков               | Оценки критиков |
| Источник                      | Оценка          |
| ----------------------------- | --------------- |
| AllMusic                      | [ 1 ]           |
| Encyclopedia of Popular Music | [ 2 ]           |

Baby’s Morningtime — девятнадцатый/двадцатый студийный альбом американской певицы Джуди Коллинз, выпущенный в 1990 году на лейбле Lightyear Entertainment.

## Об альбоме
Данный альбом представляет собой сборник песен, ориентированных на детей, но в отличие от альбома-компаньона Baby’s Bedtime, на котором записаны песни для укладывания детей спать, данный альбом не имеет какой-то чёткой направленности. На альбоме представлено двадцать шесть композиций, многие из которых являются интерпретациями стихов таких авторов как Эмили Дикинсон, Уильям Вордсворт, Кристина Россетти, Гертруда Стайн, Роберт Браунинг и других. Музыкальное оформление обеспечил, как на предыдущем альбоме, Эрнест Труст.

## Отзывы критиков
Уильям Рульманн в своём обзоре для AllMusic отметил, что диск создаёт безмятежное настроение, во многом благодаря вокалу Коллинз. Однако он также заметил, что иногда диск перестаёт быть похожим на детский [альбом предназначен для детей до 5 лет], поскольку некоторые песни содержат несколько сложные для детского восприятия музыкальные элементы, но предположил, что альбом может быть интересен детям более старшего возраста.

## Список композиций
| №                   | Название                           | Длительность |
| ------------------- | ---------------------------------- | ------------ |
| 1.                  | «Time To Rise»                     | 1:34         |
| 2.                  | «Will There Really Be A Morning»   | 1:28         |
| 3.                  | «The Dew Drop»                     | 1:44         |
| 4.                  | «Elsie Marley»                     | 1:45         |
| 5.                  | «Ducks At Dawn»                    | 1:35         |
| 6.                  | «Getting Out Of Bed»               | 1:13         |
| 7.                  | «The Year's At The Spring»         | 1:55         |
| 8.                  | «Singing-Time»                     | 1:50         |
| 9.                  | «Sunrise»                          | 0:46         |
| 10.                 | «Morning Is A Little Lass»         | 1:32         |
| 11.                 | «Little Bird»                      | 0:56         |
| 12.                 | «That May Morning»                 | 2:24         |
| 13.                 | «Towards Babylon»                  | 1:36         |
| 14.                 | «Jemima»                           | 1:27         |
| 15.                 | «The Pancake»                      | 1:20         |
| 16.                 | «One Misty, Moisty Morning»        | 1:10         |
| 17.                 | «Ten O’Clock Scholar»              | 0:51         |
| 18.                 | «The Violet»                       | 1:01         |
| 19.                 | «Hark, Hark»                       | 2:08         |
| 20.                 | «The Worm»                         | 0:55         |
| 21.                 | «The Silent Snake»                 | 2:03         |
| 22.                 | «Twinkle Toes»                     | 1:17         |
| 23.                 | «I Am Rose»                        | 1:33         |
| 24.                 | «The Crocus»                       | 0:47         |
| 25.                 | «I’m Glad The Sky Is Painted Blue» | 1:02         |
| 26.                 | «Happy Thought»                    | 0:57         |
| Общая длительность: | Общая длительность:                | 45:49        |